# ケイアイノーテック
ケイアイノーテックは、日本・オーストラリアの競走馬。2018年NHKマイルカップの勝ち馬である。
馬名の意味は、冠名＋水上の（フランス語）。

## 経歴

### 2歳 (2017年)
6月3日阪神競馬場の2歳新馬戦に1番人気で出走。好位追走から直線で馬場の内側から抜け出してデビュー戦を飾る。休養を挟み、11月11日のデイリー杯2歳ステークスはジャンダルムの3着。暮れの朝日杯フューチュリティステークスはダノンプレミアムの4着となり、この年を終える。

### 3歳 (2018年)
2月10日のこぶし賞は1番人気に推されたが、パクスアメリカーナの2着に敗れる。続く3月11日の3歳500万下では道中後方追走から直線でメンバー最速の上り33秒9の豪脚で4馬身差をつけ快勝する。4月7日のニュージーランドトロフィーは中団待機から直線でいったんは先頭に立つもゴール寸前で外から追い込んできたカツジにかわされ2着に敗れるもNHKマイルカップの優先出走権を獲得した。5月6日のNHKマイルカップは後方2番手追走から直線で大外から追い込み、先に抜け出したギベオンをクビ差かわしてGI初制覇を飾った。また騎乗した藤岡佑介も騎手生活15年目で初のGI制覇となった。
しかしNHKマイルカップ制覇後に出走した毎日王冠、マイルチャンピオンシップ、阪神カップではそれぞれ5着、11着、6着に敗れ、勝利を挙げる事ができずに当年を終えた。

### 4歳 (2019年)
古馬初戦は初のダート戦となる根岸ステークスに挑んだが、見せ場なく10着に大敗。鞍上にA・シュタルケを迎えた次走のマイラーズカップも同世代ダノンプレミアムの6着に敗れ、三冠牝馬アーモンドアイの出走で注目が集まり、幸英明との新コンビを結成した安田記念も同世代インディチャンプの7着に終わった。2年連続の参戦となった秋初戦の毎日王冠は本馬含むGI馬5頭が集まったが、自身はブービーの9着に終わった。続く天皇賞・秋では9着、チャレンジカップでは7着に終わり、この年を終えた。

### 5歳（2020年）
この年初戦の東京新聞杯では11着と大敗すると、その後も勝ちきれないレースが続いた。秋に入り富士ステークスでは3着と好走したが、本番のマイルチャンピオンシップでは13着に沈みこの年を終えた。

### 6歳（2021年）
1月5日の京都金杯で始動したが15着と大敗。その後、放牧へ出された。

#### オーストラリアへ移籍
1月27日、オーストラリアへの移籍が発表され、同日にJRAの登録を抹消した。2月13日にオーストラリアへ出国した。
移籍初戦となったのは8月21日のウィンクスステークスで、G1・8勝馬ベリーエレガントらが出走する中で12番人気で出走、発馬で後手に回り後方2・3番手からの追走となり、直線で外に出す際にも不利を受けるなど順調ではなかったもののモウンガから0.37馬身差の4着と大きな見せ場を作った。続く9月11日のマカイビーディーヴァステークスでは道中最後方となり、直線で馬群を縫うように追い込んだが、インセンティヴァイズから4.1馬身差の7着に敗れた。オーストラリアに移籍して初めてのG2参戦となったヒルステークスでは最後方から直線で追い上げるも4着に敗れた。その後はコックスプレートを予定していたが、主催者判断でフルゲート割れながら除外され、陣営は次走にマッキノンステークスを選択した。マッキノンステークスでは最低10番人気ながらも中団待機から直線でポジションを上げてザーキから4.5馬身差の4着と善戦した。
その後はレースに出走することなく、2022年12月2日、2023年からフランスのカーウィンファームで種牡馬入りすることをケイアイスタリオンにより発表された。

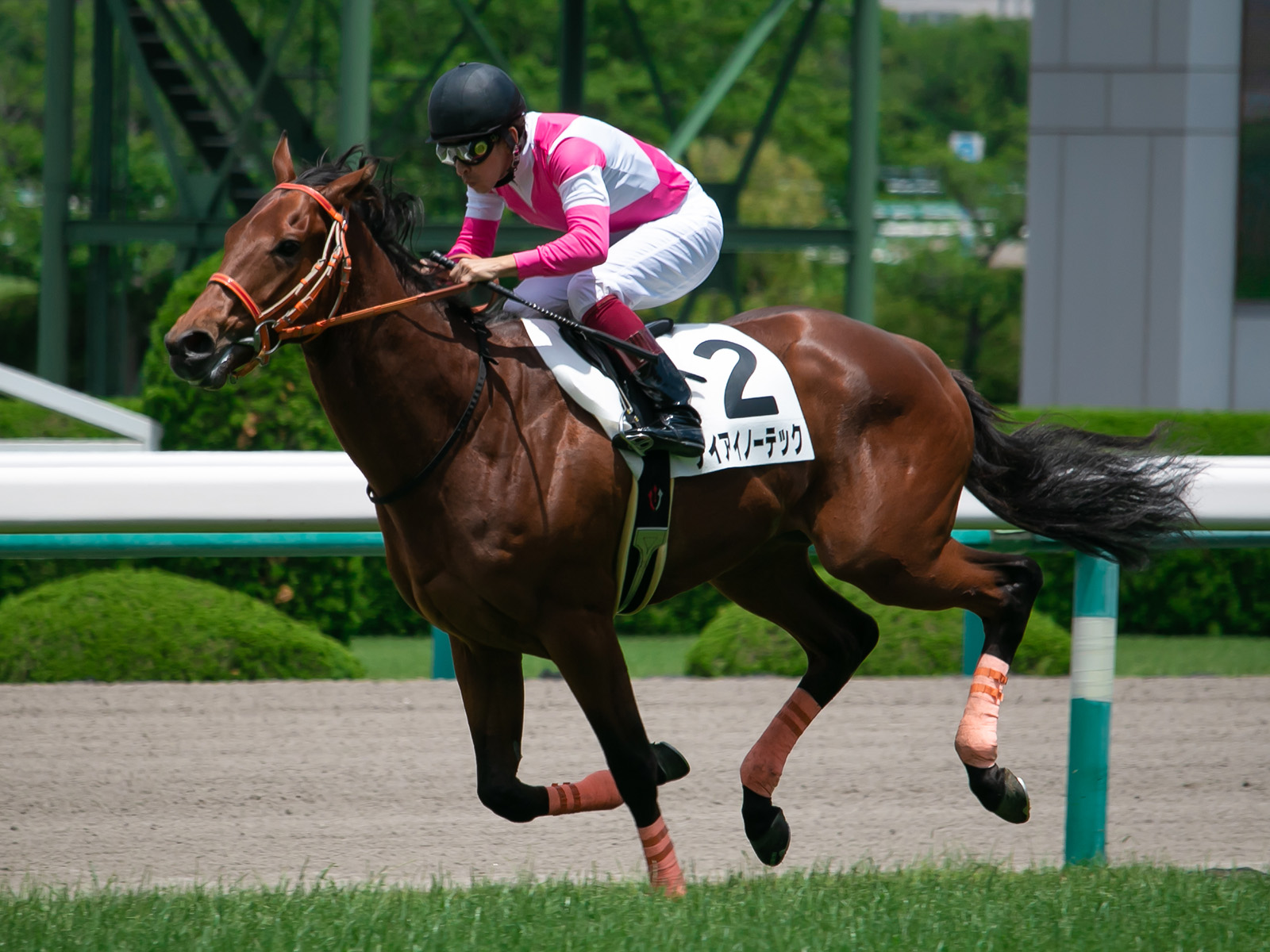
新馬戦
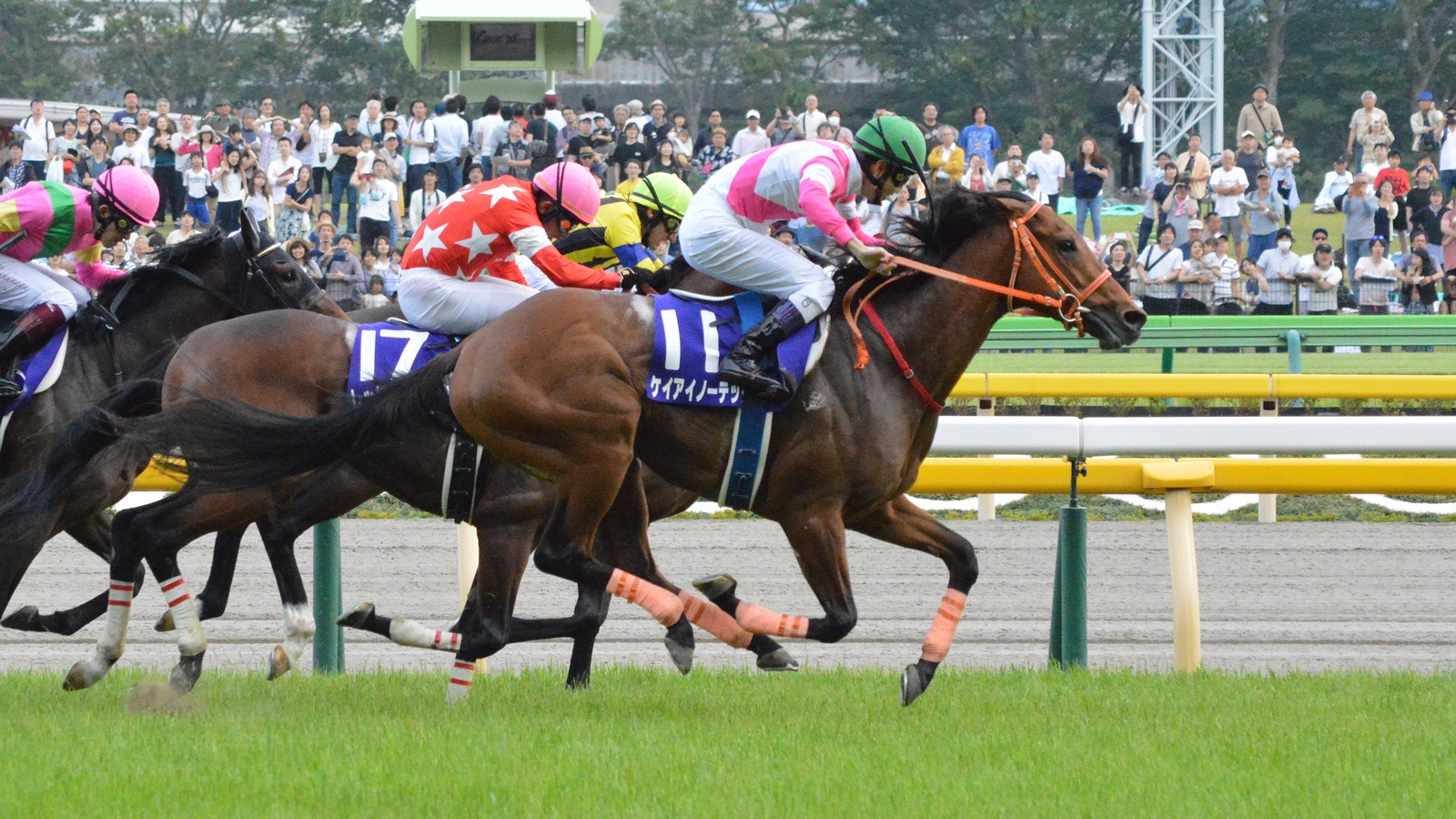
NHKマイルカップ

## 競走成績
以下の内容は、netkeiba.com、RACING.COMの情報に基づく。
| 競走日     | 競馬場         | 競走名                | 格      | 距離（馬場）     | 頭 数 | 枠 番 | 馬 番 | オッズ （人気） | 着順 | タイム （上り3F） | 着差     | 騎手           | 斤量 [kg] | 1着馬（2着馬）         | 馬体重 [kg] |
| ---------- | -------------- | --------------------- | ------- | ---------------- | ----- | ----- | ----- | --------------- | ---- | ----------------- | -------- | -------------- | --------- | ---------------------- | ----------- |
| 2017.06.03 | 阪神           | 2歳新馬               |         | 芝1600m（良）    | 10    | 2     | 2     | 002.50（1人）   | 01着 | R1:36.8（33.5）   | -0.3     | 0福永祐一      | 54        | （バイオレントブロー） | 450         |
| 0000.11.11 | 京都           | デイリー杯2歳S        | GII     | 芝1600m（良）    | 9     | 5     | 5     | 005.20（3人）   | 03着 | R1:36.9（35.1）   | -0.6     | 0川田将雅      | 55        | ジャンダルム           | 472         |
| 0000.12.17 | 阪神           | 朝日杯FS              | GI      | 芝1600m（良）    | 16    | 3     | 5     | 026.30（5人）   | 04着 | R1:33.9（33.8）   | -0.6     | 0幸英明        | 55        | ダノンプレミアム       | 470         |
| 2018.02.10 | 京都           | こぶし賞              | 500万下 | 芝1600m（稍）    | 14    | 2     | 2     | 002.10（1人）   | 02着 | R1:35.9（36.7）   | -0.2     | 0福永祐一      | 56        | パクスアメリカーナ     | 468         |
| 0000.03.11 | 阪神           | 3歳500万下            |         | 芝1600m（良）    | 9     | 5     | 5     | 001.20（1人）   | 01着 | R1:34.2（33.9）   | -0.7     | 0川田将雅      | 56        | （ナリタハーデス）     | 468         |
| 0000.04.07 | 中山           | ニュージーランドT     | GII     | 芝1600m（良）    | 15    | 8     | 14    | 003.20（1人）   | 02着 | R1:34.2（34.5）   | -0.0     | 0戸崎圭太      | 56        | カツジ                 | 456         |
| 0000.05.06 | 東京           | NHKマイルC            | GI      | 芝1600m（良）    | 18    | 6     | 11    | 012.80（6人）   | 01着 | R1:32.8（33.7）   | -0.0     | 0藤岡佑介      | 57        | （ギベオン）           | 456         |
| 0000.10.07 | 東京           | 毎日王冠              | GII     | 芝1800m（良）    | 13    | 2     | 2     | 007.50（4人）   | 05着 | R1:44.9（33.6）   | -0.4     | 0藤岡佑介      | 56        | アエロリット           | 466         |
| 0000.11.18 | 京都           | マイルCS              | GI      | 芝1600m（良）    | 18    | 8     | 18    | 034.80（9人）   | 11着 | R1:33.8（34.6）   | -0.5     | 0藤岡佑介      | 56        | ステルヴィオ           | 478         |
| 0000.12.22 | 阪神           | 阪神C                 | GII     | 芝1400m（稍）    | 16    | 7     | 13    | 007.20（3人）   | 06着 | R1:21.9（35.1）   | -0.8     | 0藤岡佑介      | 56        | ダイアナヘイロー       | 476         |
| 2019.01.27 | 東京           | 根岸S                 | GIII    | ダ1400m（良）    | 16    | 2     | 4     | 018.40（7人）   | 10着 | R1:24.7（36.3）   | -1.2     | 0藤岡佑介      | 58        | コパノキッキング       | 468         |
| 0000.04.21 | 京都           | マイラーズC           | GII     | 芝1600m（良）    | 10    | 8     | 9     | 038.60（6人）   | 06着 | R1:33.2（32.1）   | -0.6     | 0A.シュタルケ  | 58        | ダノンプレミアム       | 470         |
| 0000.06.02 | 東京           | 安田記念              | GI      | 芝1600m（良）    | 16    | 1     | 1     | 064.5（10人）   | 07着 | R1:31.3（32.7）   | -0.4     | 0幸英明        | 58        | インディチャンプ       | 466         |
| 0000.10.06 | 東京           | 毎日王冠              | GII     | 芝1800m（良）    | 10    | 1     | 1     | 034.30（7人）   | 09着 | R1:45.8（35.4）   | -1.4     | 0幸英明        | 57        | ダノンキングリー       | 470         |
| 0000.10.27 | 東京           | 天皇賞（秋）          | GI      | 芝2000m（良）    | 16    | 2     | 3     | 257.8（14人）   | 09着 | R1:57.5（34.2）   | -1.3     | 0幸英明        | 58        | アーモンドアイ         | 468         |
| 0000.11.30 | 阪神           | チャレンジC           | GIII    | 芝2000m（良）    | 12    | 5     | 6     | 011.70（6人）   | 07着 | R1:59.4（33.8）   | -0.3     | 0幸英明        | 57        | ロードマイウェイ       | 474         |
| 2020.02.09 | 東京           | 東京新聞杯            | GIII    | 芝1600m（良）    | 16    | 8     | 15    | 020.90（8人）   | 11着 | R1:33.6（33.2）   | -0.6     | 0津村明秀      | 58        | プリモシーン           | 474         |
| 0000.04.04 | 中山           | ダービー卿チャレンジT | GIII    | 芝1600m（良）    | 16    | 6     | 11    | 013.00（6人）   | 04着 | R1:33.2（34.9）   | -0.4     | 0津村明秀      | 57        | クルーガー             | 470         |
| 0000.05.16 | 東京           | 京王杯スプリングC     | GII     | 芝1400m（稍）    | 13    | 3     | 3     | 016.30（8人）   | 06着 | R1:20.3（32.5）   | -0.5     | 0石橋脩        | 57        | ダノンスマッシュ       | 468         |
| 0000.06.07 | 東京           | 安田記念              | GI      | 芝1600m（稍）    | 14    | 5     | 8     | 177.6（11人）   | 05着 | R1:32.3（34.3）   | -0.7     | 0津村明秀      | 58        | グランアレグリア       | 464         |
| 0000.07.19 | 阪神           | 中京記念              | GIII    | 芝1600m（良）    | 18    | 4     | 7     | 006.70（3人）   | 04着 | R1:32.8（34.7）   | -0.1     | 0岩田望来      | 57        | メイケイダイハード     | 472         |
| 0000.10.24 | 東京           | 富士S                 | GII     | 芝1600m（良）    | 12    | 7     | 9     | 010.30（6人）   | 03着 | R1:33.8（34.7）   | -0.4     | 0津村明秀      | 57        | ヴァンドギャルド       | 472         |
| 0000.11.22 | 阪神           | マイルCS              | GI      | 芝1600m（良）    | 17    | 2     | 3     | 157.7（10人）   | 13着 | R1:33.2（33.6）   | -1.2     | 0津村明秀      | 57        | グランアレグリア       | 480         |
| 2021.01.05 | 中京           | 京都金杯              | GIII    | 芝1600m（良）    | 16    | 1     | 1     | 017.90（5人）   | 15着 | R1:34.2（34.4）   | -1.1     | 0藤岡佑介      | 57        | ケイデンスコール       | 486         |
| 0000.08.21 | ランドウィック | ウィンクスS           | G1      | 芝1400m（Good4） | 14    | 4     | 7     | 041.0（12人）   | 04着 | -                 | 0.37馬身 | G.ボス         | 59        | Mo'unga                | -           |
| 0000.09.11 | フレミントン   | マカイビーディーヴァS | G1      | 芝1600m（Good4） | 12    | 9     | 3     | 012.00（5人）   | 07着 | -                 | 4.10馬身 | C.ニューイット | 59        | Incentivise            | -           |
| 0000.10.02 | ランドウィック | ヒルS                 | G2      | 芝2000m（Good4） | 7     | 6     | 2     | 006.50（3人）   | 04着 | -                 | 2.09馬身 | G.ボス         | 59        | Think It Over          | -           |
| 0000.11.06 | フレミントン   | マッキノンS           | G1      | 芝2000m（Good4） | 10    | 6     | 5     | 041.0（10人）   | 04着 | -                 | 4.50馬身 | C.ニューイット | 59        | Zaaki                  | -           |

## 血統表
| ケイアイノーテックの血統        | ケイアイノーテックの血統                             | ケイアイノーテックの血統     | （血統表の出典）             | （血統表の出典） |
| 父系                            | サンデーサイレンス系                                 | サンデーサイレンス系         | サンデーサイレンス系         | [ § 2 ]          |
| 父 ディープインパクト 2002 鹿毛 | 父の父*サンデーサイレンス Sunday Silence 1986 青鹿毛 | Halo                         | Hail to Reason               | Hail to Reason   |
| 父 ディープインパクト 2002 鹿毛 | 父の父*サンデーサイレンス Sunday Silence 1986 青鹿毛 | Halo                         | Cosmah                       |                  |
| 父 ディープインパクト 2002 鹿毛 | 父の父*サンデーサイレンス Sunday Silence 1986 青鹿毛 | Wishing Well                 | Understanding                | Understanding    |
| 父 ディープインパクト 2002 鹿毛 | 父の父*サンデーサイレンス Sunday Silence 1986 青鹿毛 | Wishing Well                 | Mountain Flower              |                  |
| 父 ディープインパクト 2002 鹿毛 | 父の母*ウインドインハーヘア 1991 鹿毛                | Alzao                        | Lyphard                      | Lyphard          |
| 父 ディープインパクト 2002 鹿毛 | 父の母*ウインドインハーヘア 1991 鹿毛                | Alzao                        | Lady Rebecca                 |                  |
| 父 ディープインパクト 2002 鹿毛 | 父の母*ウインドインハーヘア 1991 鹿毛                | Burghclere                   | Busted                       | Busted           |
| 父 ディープインパクト 2002 鹿毛 | 父の母*ウインドインハーヘア 1991 鹿毛                | Burghclere                   | Highclere                    |                  |
| 母 ケイアイガーベラ 2006 栗毛   | 母の父Smarty Jones 2001 栗毛                         | Elusive Quality              | Gone West                    | Gone West        |
| 母 ケイアイガーベラ 2006 栗毛   | 母の父Smarty Jones 2001 栗毛                         | Elusive Quality              | Touch of Greatness           |                  |
| 母 ケイアイガーベラ 2006 栗毛   | 母の父Smarty Jones 2001 栗毛                         | I'll Get Along               | Smile                        | Smile            |
| 母 ケイアイガーベラ 2006 栗毛   | 母の父Smarty Jones 2001 栗毛                         | I'll Get Along               | Dont Worry Bout Me           |                  |
| 母 ケイアイガーベラ 2006 栗毛   | 母の母*アンナステルツ Anna Sterz(米) 1996 鹿毛       | Danzig                       | Northern Dancer              | Northern Dancer  |
| 母 ケイアイガーベラ 2006 栗毛   | 母の母*アンナステルツ Anna Sterz(米) 1996 鹿毛       | Danzig                       | Pas de Nom                   |                  |
| 母 ケイアイガーベラ 2006 栗毛   | 母の母*アンナステルツ Anna Sterz(米) 1996 鹿毛       | Edge                         | Damascus                     | Damascus         |
| 母 ケイアイガーベラ 2006 栗毛   | 母の母*アンナステルツ Anna Sterz(米) 1996 鹿毛       | Edge                         | Ponte Vecchio                |                  |
| 母系(F-No.)                     | 6号族(FN:6-e)                                        | 6号族(FN:6-e)                | 6号族(FN:6-e)                | [ § 3 ]          |
| 5代内の近親交配                 | Northern Dancer5×4＝9.38％、                         | Northern Dancer5×4＝9.38％、 | Northern Dancer5×4＝9.38％、 | [ § 4 ]          |
| 出典                            | 1. 2. 3. 4.                                          | 1. 2. 3. 4.                  | 1. 2. 3. 4.                  | 1. 2. 3. 4.      |

母のケイアイガーベラはダート重賞のプロキオンステークスとカペラステークスの勝ち馬である。
全兄に豪G1トゥーラックハンデキャップ、カンタラステークス、マカイビーディーヴァステークスを制したフィアスインパクト（Fierce Impact）がいる。